# 坎曼縣

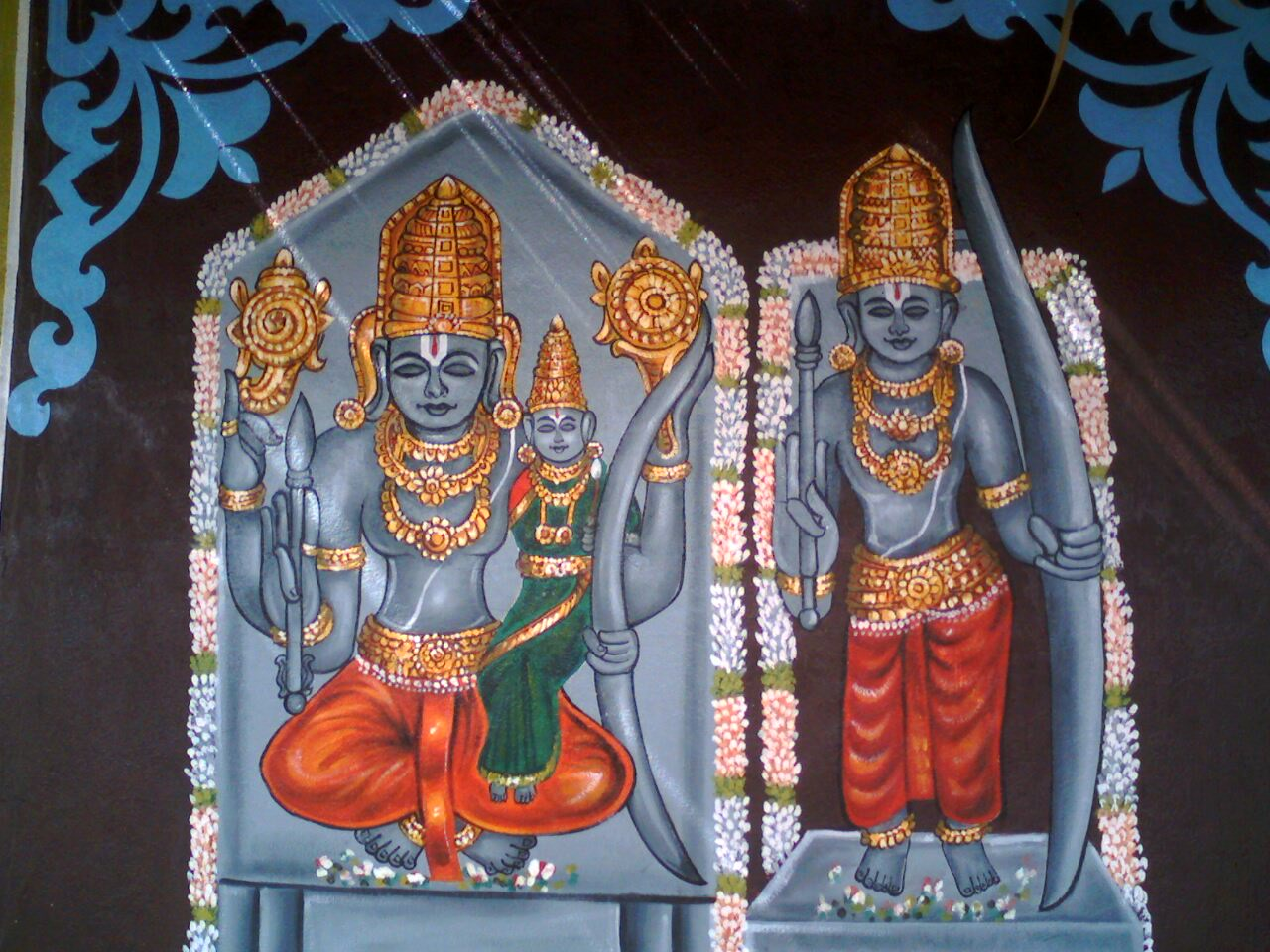

坎曼縣是印度的一個縣，位於該國東南部，由特伦甘纳邦（原属安得拉邦）負責管轄，面積16,029平方公里，一半土地是森林，2011年人口2,798,214，人口密度每平方公里175人。